# Міжнародна об'єднана конференція зі штучного інтелекту
Міжнаро́дна об'є́днана конфере́нція зі шту́чного інтеле́кту (англ. The International Joint Conference on Artificial Intelligence, IJCAI) є місцем зустрічі дослідників з різних областей штучного інтелекту (ШІ).
Це некомерційна корпорація, заснована IJCAI, Inc в Каліфорнії в 1969 році для наукових та освітніх цілей, включаючи розповсюдження інформації про штучний інтелект на конференціях, в яких представлені передові наукові результати, а також шляхом поширення матеріалів, представлених на цих зустрічах у формі документів, книг, відеозаписів.
Головний офіс корпорації в штаті Каліфорнія розташовано в місті Менло-Парк, округу Сан-Матео. IJCAI фінансується спільно IJCAI і Суспільством Штучного Інтелекту приймаючої країни.
До 2011 року конференція проводилася кожні два роки.
Коли вона проходить в Північній Америці, то розміщується в Асоціації Сприяння Розвитку Штучного Інтелекту і традиційно замінює конференції AAAI.
IJCAI є високо селективною конференцією. Тільки 20% документів, представлених на конференції, було прийнято в 2005 році. Це робить її більш вибірковою, ніж публікація деяких журналів ШІ.
IJCAI також виступає офіційним господарем для журналу Artificial Intelligence Journal.

## Нагородження учасників
На кожній конференції IJCAI присвоюється три нагороди:

- Computers & Thought Award дається порівняно молодим (менше 35 років) дослідникам, які вже зробили значний внесок у цій галузі.
- The Donald E. Walker Distinguished Service Award надається тим, хто робив багато важкої роботи за останні роки.
- The IJCAI Award for Research Excellence дається досвідченому досліднику, який зробив істотний вплив в галузі штучного інтелекту. Лауреатами цієї премії були Алан Банді , Джон Маккарті, Марвін Мінський, Аллен Ньюел, Рей Рейтер.

## Керівництво
IJCAI управляється Радою опікунів та Секретаріатом за підтримкою AAAI (в ті роки, коли IJCAI проводиться в Північній Америці).
Опікунська рада складається з президента, керівника конференції та голови програми, який обирається Виконавчим комітетом.

## IJCAI 1969
Міжнародна об'єднана конференція з штучного інтелекту проходила з 7-9 травня 1969 у Вашингтоні.

На конференції було розглянуто деякі дослідження з наступних розділів:

#### Людина-машина. Вирішення проблем симбіозу
Оптимізація відео Препроцесор для розпізнавання. [Архівовано 6 серпня 2014 у Wayback Machine.]
MR Барц 

Вплив шуму на візуальні розпізнавання образів. [Архівовано 8 травня 2015 у Wayback Machine.]
RL Beurle, М. Деніелс, і BL Хіллз 

Розпізнавання конічних перерізів в хромосомному аналізі. [Архівовано 6 серпня 2014 у Wayback Machine.]
Кейт А. 

Розпізнавання об'єктів з масивами заданих функцій мозку  [Архівовано 6 серпня 2014 у Wayback Machine.] 

Динамічний метод розпізнавання образів за допомогою детектора. [Архівовано 6 серпня 2014 у Wayback Machine.]
Масахіро Морі, Kunikatsu Такасе і Harukazu Nishio 

САПР для читання друкованих символів  [Архівовано 6 серпня 2014 у Wayback Machine.]
Y. Hoshino і К. Кижи

### Програмування систем для штучного інтелекту
Введення в евристичне системне програмування [Архівовано 8 березня 2014 у Wayback Machine.].
Девід Джефферсон К. 

Інструмент досліджень штучного інтелекту: асоціативна пам'ять. AMPPL-II. [Архівовано 6 серпня 2014 у Wayback Machine.]
Микола В. Findler і М. Р. McKinzie

### Доведення теорем
Теореми повноти для семантичних резолюцій. [Архівовано 6 серпня 2014 у Wayback Machine.]
Джеймс Р. Slagle, CL Chang, і Річардом 

Діалог між людиною і штучною системою переконань. [Архівовано 6 серпня 2014 у Wayback Machine.]
Кеннет М. Колбі і Девід С. Сміт

Навчання техніці і стохастичний метод наближення. [Архівовано 6 серпня 2014 у Wayback Machine.]
Фрідріх Слобода and Jaroslav Фогель 

Вивчення параметрів для генерації сполук Characterizers для розпізнавання образів. [Архівовано 6 серпня 2014 у Wayback Machine.]
Леонард Uhr і Сара Джордан

### Фізіологічні моделювання
Деякі властивості малих мереж випадково підключення штучних нейронів. [Архівовано 6 серпня 2014 у Wayback Machine.]
RB Гай і RL Beurle 

Комп'ютерне моделювання Артикуляційні діяльності в мові. [Архівовано 6 серпня 2014 у Wayback Machine.]
Пол Мермельштейн 

Статистичне дослідження візуальних порогів резолюції. [Архівовано 6 серпня 2014 у Wayback Machine.]
BL-Хіллз, RL Beurle, М. В. Daniels 

Зауваження про проблему логічного проектування зорової системи. [Архівовано 6 серпня 2014 у Wayback Machine.]
Річард Е. Уоррена 

Мобільний автомат: Застосування штучного інтелекту. [Архівовано 6 серпня 2014 у Wayback Machine.]
Нільс Нільссон 

Розмова з роботом англійською мовою [Архівовано 1 серпня 2014 у Wayback Machine.]
Л. Стівен Коулз

## IJCAI 1975
Міжнародна об'єднана конференція з штучного інтелекту проходила з 13-8 вересня 1975 в Тбілісі, Грузія, СРСР.
На конференції було розглянуто деякі дослідження з наступних розділів:

### Математичні та теоретичні аспекти Al
Перевірка доказів у математиці логіки першого порядку [Архівовано 6 серпня 2014 у Wayback Machine.]
М. Айелло, Р. Weyhrauch 

Про роль математичної концепції мови в теорії інтелектуальних систем [Архівовано 6 серпня 2014 у Wayback Machine.]
H. куртки, Т. Gorgoly, І. Nomoti 

Докази деяких формул Пресбургера  [Архівовано 6 серпня 2014 у Wayback Machine.]
В. Bledsoe 

До математичної теорії індуктивного виводу
М. Блюм, Л. Блюм 

Аналізуючи математичні докази (або читати між рядків)
А. Банді 

Семіотичні моделі в проблемах штучного інтелекту
Д. Pospolov 

Концептуальне моделювання проблеми навколишнього середовища

### Представлення проблеми і знань
Дедуктивні механізми пошуку для моделей
Modols Р. Fikoa 

Подання понять в OWL
Л. HawWiwon 

Деякі думки про подання знань в навчальних систем
Йоахім Х. Лаубша

### Планування і рішення проблем
Планування і виконання в часткових середовищах
Р. Чен, С. Weistman 

Переговори між цілями
1. Гольдштейн 

Планування діяльності робота зі штучним інтелектом
Е. Кіото, Г. Posdnyak, І. FominyMi 

### Навчання, налагодження та автоматичне програмування
Синтез функцій LISP з прикладів
С. Харді 

Деякі принципи штучного навчання, що вийшли з прикладів
Дж. Knapman.

Висновок LISP програми з прикладів
Д. Шоу, W Swartout, C Грін

Автоматичний синтез програм. Приклад проблеми
L SiKlossy, Д. Сайкс.

Індуктивні теорії виводу — Єдиний підхід до задач розпізнавання образів і штучного інтелекту
R Соломонов.

Індукція- поняття в численні предикатів
S Вірі 

### Опік техніки
Вплив неоднорідності в моделях колективної поведінки автоматів
M Gaaze-Рапопорт, V Захаров, D Поспєлов 

Про рішення комбінаторних завдань
H Hagendorf, W Кольбе, E Зоммерфельда.

Евристичний пошук і гра в шахи -
L Харріс

Проблема скорочення Non-Sub
G Леві, Ф. Sirovich 

Автоматична генерація гіпотез за допомогою розширеної індуктивної резолюції
З Морган 

### Розуміння природної мови
Декілька моделей середовища природної мови
J-Бьен

РІТА — експериментальна людино-комп'ютерна система на натуральній основі мови
А. П. Єршова, А. Narinlany, я Мельчук.

Попередній звіт по програмі Створення природної мови
D McDonald 

### Психологічні аспекти штучного інтелекту
Нейронні механізми визначення напрямку за джерелом звуку І. Любинський, Н. Позін, Л. Шмельова 

Структура, проблеми і рішення проблем поведінки G Luger, G Голдін

Філософські і психологічні проблеми штучного інтелекту О. Тихомиров.

Рівні прийняття рішень і деякі проблеми штучного інтелекту Д. Завалішина, Б. Ломов, В. Rubachin

## IJCAI-11
IJCAI-11 відбулася в Барселоні, Каталонія, Іспанія з 16 липня по 22 липня 2011.
В матеріалах до конференції було отримано 1325 робіт, загалом, і прийнято 400 робіт (30,2 відсотка), 227 усних і стендових доповідей (17,1 відсотка) і
173 стендова доповідь (13,1 відсотка).
Кожен представлений документ пройшов суворий процес огляду. Кожен
документ отримав не менше трьох відгуків від Програмного комітету.

## Плани на майбутнє
Опікунська рада IJCAI під час історичного засідання, 21 липня 2011 в Барселоні, Каталонія, Іспанія, вирішила, що IJCAI конференції будуть проводитися щорічно з 2015 року.
IJCAI-13 пройде в Пекіні, Китай, 3 серпня по 9 серпня 2013. 

IJCAI-15 пройде в Буенос-Айресі, Аргентина. 

IJCAI-16 пройде в США 

IJCAI-17 — в Австралії.